# Syrphoctonus laevis
Syrphoctonus laevis är en stekelart som beskrevs av Charles Thomas Brues 1908. Syrphoctonus laevis ingår i släktet Syrphoctonus och familjen brokparasitsteklar. Inga underarter finns listade i Catalogue of Life.